# Уралхім
ВАТ «ОХК «Уралхім» (Об'єднана хімічна компанія «Уралхім») — одна з найбільших компаній на ринку мінеральних добрив в Російській Федерації, СНД і Східній Європі (другий у Росії виробник азотних добрив). Штаб-квартира — в Москві.

## Власники і керівництво
За інформацією газети «Ведомости» 86 % компанії належить її голові ради директорів Дмитру Мазепину 7 % — менеджерам «Уралхіма» і ще 7 % — Андрію Жеребцова (за словами представників компанії, «особі, яке допомагало фінансувати створення групи»).
Голова ради директорів компанії — Дмитро Мазепин, заступник голови ради директорів — Дмитро Тетянин, генеральний директор — Дмитро Коняєв.